# Габріеле Аубер
Габріеле Аубер (італ. Gabriele Auber, 20 лютого 1994) — італійський стрибун у воду. Учасник Чемпіонату світу з водних видів спорту 2017, де в синхронних стрибках з 3-метрового трампліна разом з Лоренцо Марсальєю посів 11-те місце.